# Dog Bite Dog
Dog Bite Dog (Gau ngao gau) è un film del 2006 diretto da Pou-Soi Cheang.

## Trama
Un giovane cambogiano (Edison Chen) viene assoldato per uccidere un'anziana signora ad Hong Kong, la polizia è dunque alla sua ricerca finché non viene intercettato. Ne consegue un conflitto a fuoco dove rimangono uccise due persone e l'ispettore Fat Lam (Lam Suet) e dove traspare la totale mancanza di alcun sentimento da parte del giovane assassino. Il cambogiano viene catturato ma durante il tragitto in macchina riesce a liberarsi e a scappare provocando un incidente, dunque l'ispettore Ti Wai, figlio di un membro della polizia accusato di spacciare droga, si mette sulle sue tracce utilizzando metodi che vanno oltre alla normale condotta di un poliziotto, arrivando perfino ad uccidere pur di catturare il giovane killer.

## Riconoscimenti
- 2007 - Asian Film Awards
  - Nomination Migliore montaggio a Angie Lam
- 2007 - Hong Kong Film Awards
  - Nomination Miglior esordiente a Weiying Pei
- 2007 - Deauville Asian Film Festival
  - Action Asia Award a Pou-Soi Cheang
- 2006 - Golden Horse Film Festival
  - Nomination migliore attore a Sam Lee
- 2008 - Golden Trailer Awards
  - Nomination migliore trailer d'azione straniero
- 2006 - Tokyo International Film Festival
  - Nomination migliore film (Tokyo Sakura Grand Prix) a Pou-Soi Cheang